# Axionice flexuosa
Axionice flexuosa är en ringmaskart som först beskrevs av Grube 1860.  Axionice flexuosa ingår i släktet Axionice och familjen Terebellidae. Arten har ej påträffats i Sverige. Inga underarter finns listade i Catalogue of Life.